# Наум Попйовчев
Наум (Нумо) Попйовчев Търповски с псевдоним БЕА е български революционер, войвода на Вътрешната македоно-одринска революционна организация.

## Биография
Наум Попйовчев е роден в костурското село Косинец, тогава в Османската империя, днес Йеропиги, Гърция. Влиза във ВМОРО и става куриер на организацията. По-късно е селски войвода в Косинец. Участва в сражения по време на Илинденско-Преображенското въстание в отряда на Иван Попов, включително в превземането на Клисура.